# Мюлленбах
Мюлленбах (нім. Müllenbach) — громада в Німеччині, розташована в землі Рейнланд-Пфальц. Входить до складу району Арвайлер. Складова частина об'єднання громад Аденау.
Площа — 8,02 км2. Населення становить 476 ос. (станом на 31 грудня 2020).